# Psychotria exellii
Psychotria exellii là một loài thực vật có hoa trong họ Thiến thảo. Loài này được R.Alves, Figueiredo & A.P.Davis mô tả khoa học đầu tiên năm 2005.